# Zimrí
Zimrí (en hebreu, זמרי Zimri) va ser el cinquè rei del Regne d'Israel després de la seva divisió. La seva capital va ser Tirsà, que sembla que s'ubicava a prop de Siquem. Va governar 7 dies a l'any 885 a.n.e. segons la cronologia tradicional, o al 951 a.n.e. segons la cronologia bíblica.
Anteriorment havia estat cap de la meitat dels carros del rei Elà, però es va rebel·lar, va matar Elà i tots els seus parents, i es va fer rei. La seva governació va ser fugaç, ja que l'exèrcit va nomenar rei a Omrí i va assetjar Tirsà, on era Zimrí. Davant d'aquella situació, Zimrí va calar foc a la casa reial amb ell a dins.